# Ciocalypta aderma
Ciocalypta aderma är en svampdjursart som först beskrevs av Claude Lévi och Jean Vacelet 1958.  Ciocalypta aderma ingår i släktet Ciocalypta och familjen Halichondriidae. Inga underarter finns listade i Catalogue of Life.